# Saint Vitus
Saint Vitus es un grupo de doom metal surgido en Los Ángeles, California.

## Historia
Saint Vitus es una influyente banda reconocida por ser uno de los primeros grupos en haber ayudado a perfeccionar el subgénero doom metal junto a Pentagram, Trouble y Witchfinder General a finales de los 70 y principios de la década de los 80.
Habiendo sido influenciados por la densidad de grupos como Black Sabbath, Blue Cheer, Black Flag y Blue Öyster Cult, se formaron en 1978 bajo el nombre de Tyrant por Dave Chandler en la guitarra, Mark Adams en el bajo, Armando Acosta en la batería y Scott Reagers en las voces, publicando dos demos bajo este nombre. Para 1980 cambian su nombre por el de Saint Vitus en homenaje a la canción de Black Sabbath del álbum Vol. 4 denotando la obvia influencia del grupo inglés sobre el sonido de la banda. Durante la era Reagers el grupo publicó en 1984 su primer álbum homónimo Saint Vitus, con un marcado estilo Hardcore Punk y Sludge Metal de Black Flag, le siguió el disco Hallow's Victim en 1985. El grupo se dio a conocer masivamente con la incorporación del vocalista Scott Weinrich en 1986 con la publicación del exitoso clásico Born too Late, con uno de los músicos más reconocidos de la escena doom/stoner metal, sus siguientes publicaciones lideradas por él como Mournful Cries (1988) y V (1990) los consolidan como la formación más exitosa y reconocida de la banda, sin embargo Scott Weinrich se retira de la banda en 1991 para volver a centrarse en su anterior agrupación The Obsessed. La banda recluta a Christian Lindersson como nuevo vocalista publicando el álbum C.O.D. (1992) sin embargo él se retira también, haciendo que la banda reclute nuevamente a su vocalista original Scott Reagers para la publicación del álbum Die Healing en 1995.
Tras la publicación de Die Healing el grupo se disuelve en 1996 y permanecen inactivos hasta 2003 cuando deciden hacer una gira de reunión con el mítico 'Wino' Weinrich, un año después el exbaterista de Nirvana y ahora Foo Fighters, Dave Grohl decide formar un proyecto musical llamado Probot, en donde recluta a algunos vocalistas de sus tempranas influencias del heavy metal, entre ellos a Wino para interpretar el tema The Emerald Law en su álbum homónimo, además de participar en el video musical Shake Your Blood como guitarrista, acompañado además por Lemmy Kilmister y haciendo una presentación en vivo para el programa Headbangers Ball de MTV nuevamente como guitarrista junto al vocalista de los legendarios Trouble Eric Wagner interpretando My Tortured Soul.
En 2008 la banda se reagrupa una vez más y regresa a la formación el vocalista Scott 'Wino' Weinrich. En 2009 durante un tour por Europa se une al escenario el vocalista de Pantera, Phil Anselmo para interpretar el tema Dying Inside , siendo este uno de los últimos shows en vivo de su baterista Armando Acosta, quien se retira de la banda por problemas de salud e infortunadamente muere en 2010, víctima de un tumor cerebral, siendo sucedido por Henry Vásquez desde entonces y lanzando en 2012 el álbum Lillie: F-65 después de 17 años de inactividad.

## Estilo e influencia
Saint Vitus es una banda que se caracteriza por la densidad sonora, con riffs muy graves que se alternan desde lentos hasta veloces, junto a letras que retratan la decadencia de la humanidad, el abuso de sustancias, la soledad, y la muerte. Su estilo, fuertemente inspirado en el blues hicieron de Saint Vitus uno de los primeros exponentes de lo que se conoció más tarde como "doom metal", convirtiéndose en uno de los pilares más importantes y representativos del género musical y uno de los referentes más comúnmente citados por las bandas de dicho estilo y sus derivados, como el stoner, sludge, entre otros.

## Miembros
- Dave Chandler - guitarra (1978-1996, 2008-presente)
- Mark Adams - bajo (1978-1996, 2008-presente)
- Scott Reagers - voces (1978-1986, 1994-1996. 2015-presente)
- Henry Vásquez - batería (2009-presente)

### Miembros anteriores
- Scott "Wino" Weinrich - voces (1986-1991, 2008-2015)
- Christian Lindersson - voces (1992-1994)
- Armando Acosta - batería (1978-1996, 2008-2009)

## Discografía

### Álbumes
- St. Vitus - 1984
- Hallow's Victim - 1985
- Born Too Late - 1986
- Mournful Cries - 1988
- V - 1990
- Live - 1990 (en directo)
- C.O.D - 1992
- Die Healing - 1995
- Lillie: F-65 - 2012

### EP
- The Walking Dead - 1985
- Thirsty And Miserable - 1987

### Otros
- Heavier Than Thou - 1991 (Recopilación)